# Chameleon (chanson de Michela Pace)
Pour le jeu vidéo, voir Chameleon.
Chanson représentant Malte au Concours Eurovision de la chanson
Taboo
(2018) All of My Love
(2020)
Chameleon est une chanson de Michela Pace qui représente Malte au Concours Eurovision de la chanson 2019, à Tel Aviv en Israël. Elle est intégralement interprétée en anglais, comme les règles du concours le permettent depuis l’édition 1999.

## Réception
Le 29 mars 2019, le clip vidéo de la chanson totalisait quatre millions de vues sur la chaîne YouTube officielle du Concours Eurovision de la chanson, devenant ainsi le clip le plus visionné de l'édition.

## À l’Eurovision
Chameleon représente Malte au Concours Eurovision de la chanson 2019, à Tel Aviv en Israël, après que son interprète Michela Pace a été sélectionnée grâce à sa victoire à l'émission de télé-crochet X Factor Malta,. Le 16 mai 2019, la chanson est interprétée lors de la deuxième demi-finale, en onzième position sur dix-huit participants. Elle est qualifiée pour la finale du 18 mai où elle se classe à la 14e place (sur 26) en obtenant 107 points.

## Liste des pistes
| 1. | Chameleon | 2:59 |